# سسنا تی۳۰۳ کروسیدر
سسنا تی۳۰۳ کروسیدر (به انگلیسی: Cessna T303 Crusader) یک هواگرد ساختِ کارخانهٔ سسنا در کشور ایالات متحده آمریکا است . این هواگرد برای نخستین بار در ۱۴ فوریه ۱۹۷۸ میلادی مورد استفاده قرار گرفت.